# ファストフォース
ファストフォース（欧字名:First Force、2016年5月9日 - ）は、日本の競走馬。主な勝ち鞍は2023年の高松宮記念、2021年のCBC賞。
名前の由来は「第一の力」。

## 経歴

### デビュー前 - 3歳（2019年）
2016年5月9日、北海道浦河郡浦河町の三嶋牧場にて生まれる。
2歳時は出走せず、2019年6月15日に阪神競馬場の3歳未勝利戦（芝2400m）でミルコ・デムーロ鞍上でデビューするが12着に沈む。その後も中京競馬場で2回、小倉競馬場で3回未勝利戦に出走するが、勝ち星を上げられず8月28日にJRAの登録を抹消しホッカイドウ競馬に転出する。

### 4歳（2020年）
2020年4月16日に門別競馬場の二輪草特別（ダ1700m）で初出走し1着、5月5日のクレマチス特別（ダ1800m）では4着と敗れるものの、5月21日のキンレンカ特別では後の重賞馬アザワクを4馬身離して勝利、6月3日のヒメシャクナゲ特別も勝ち、6月9日に地方競馬登録を抹消、6月11日にはJRAに再転入した。
2020年7月11日、阪神競馬場の3歳以上1勝クラス（芝1200m）に松山弘平鞍上で出走し勝利すると、8月23日には小倉競馬場で西部スポニチ賞（芝1200m）に1番人気で出走、グランマリアージュとのクビ差の接戦を制し連勝を飾った。その後は長篠ステークス（中京・芝1200m）に出走するが6着、桂川ステークス（京都・芝1200m）に出走するが8着に敗れる。

### 5歳（2021年）
シーズン前半は休養に充て、2021年7月4日、小倉競馬場のCBC賞 (GIII) で格上挑戦の重賞初出走。高速馬場の中逃げを打ち、直線に入っても先頭を譲らず追い上げてきたピクシーナイトを振り切って1着。勝ちタイムの1分6秒0は、前日の戸畑特別でプリモダルクが記録した1分6秒4の芝1200m日本レコードを更新した。次走の北九州記念では2着となったものの、これによりサマースプリントシリーズのチャンピオンとなった。初のGI出走となったスプリンターズステークスはブービーの15着と大敗した。その後は京阪杯に出走、スタートからハナを切り直線でも先頭だったがゴール直前でエイティーンガールとタイセイビジョンに交わされ3着に敗れた。年末には阪神カップに出走し直線でもハナを粘っていたが後続に交わされ7着となり5歳シーズンを終えた。

### 6歳 - 7歳（2022年 - 2023年）
6歳シーズンは3月5日のオーシャンステークスより始動したが、9着に敗れる。9月11日のセントウルステークスこそ2着に入ったものの、8戦して未勝利・7着以下が6回と大きく成績を落とした。
7歳初戦として出走した1月29日のシルクロードステークスは10番人気の低評価だったが、好位でしぶとくレースを進め、優勝したナムラクレアからアタマ差の2着に力走した。迎えた3月26日、高松宮記念に出走。前走に引き続き単勝32.3倍の12番人気と完全に伏兵扱いだったが、当日の雨の影響による不良馬場をものともせず、直線で力強く伸びて馬群を突き抜けゴール。7歳にして念願のGI初優勝を果たした。鞍上の団野大成騎手、管理する西村真幸調教師も、これがGI初制覇である。
しかし、これが引退レースとなり同年6月8日付でJRA競走馬登録を抹消された。引退後は北海道日高郡新ひだか町のアロースタッドで種牡馬となる。初年度の種付け料は80万円と発表された。

## 競走成績
以下の内容は、JBISサーチおよびnetkeiba.comの情報に基づく。
| 競走日     | 競馬場 | 競走名             | 格   | 距離（馬場）  | 頭 数 | 枠 番 | 馬 番 | オッズ （人気） | 着順 | タイム （上り3F） | 着差 | 騎手        | 斤量 [kg] | 1着馬（2着馬）         | 馬体重 [kg] |
| ---------- | ------ | ------------------ | ---- | ------------- | ----- | ----- | ----- | --------------- | ---- | ----------------- | ---- | ----------- | --------- | ---------------------- | ----------- |
| 2019.06.15 | 阪神   | 3歳未勝利          |      | 芝2400m（稍） | 13    | 4     | 8     | 005.40（3人）   | 12着 | R2:33.8（41.4）   | -5.0 | 0M.デムーロ | 56        | メロディーレーン       | 516         |
| 0000.06.30 | 中京   | 3歳未勝利          |      | ダ1800m（不） | 16    | 1     | 2     | 009.40（5人）   | 04着 | R1:52.8（38.7）   | -0.7 | 0小崎綾也   | 56        | スターリーパレード     | 506         |
| 0000.07.14 | 中京   | 3歳未勝利          |      | 芝1600m（不） | 16    | 8     | 16    | 005.60（3人）   | 02着 | R1:36.9（36.0）   | -0.5 | 0松若風馬   | 56        | ベストクィーン         | 506         |
| 0000.07.27 | 小倉   | 3歳未勝利          |      | 芝1800m（良） | 14    | 4     | 6     | 005.20（3人）   | 04着 | R1:47.3（37.2）   | -1.0 | 0松若風馬   | 56        | ボッケリーニ           | 502         |
| 0000.08.11 | 小倉   | 3歳未勝利          |      | 芝1800m（良） | 16    | 8     | 15    | 006.30（3人）   | 02着 | R1:48.3（37.2）   | -0.1 | 0松山弘平   | 56        | ピノクル               | 500         |
| 0000.08.25 | 小倉   | 3歳未勝利          |      | ダ1700m（良） | 15    | 6     | 12    | 004.60（3人）   | 15着 | R1:52.5（43.5）   | -4.4 | 0松若風馬   | 56        | フォリオール           | 500         |
| 2020.04.16 | 門別   | 二輪草特別         | B4下 | ダ1700m（良） | 7     | 4     | 4     | 002.10（1人）   | 01着 | R1:52.4（40.0）   | -0.3 | 0阪野学     | 57        | （ソーディスイズラヴ） | 508         |
| 0000.05.05 | 門別   | クレマチス特別     | A4下 | ダ1800m（重） | 10    | 2     | 2     | 002.20（1人）   | 04着 | R1:58.6（42.5）   | -1.7 | 0阪野学     | 55        | アイアンブルー         | 518         |
| 0000.05.21 | 門別   | キンレンカ特別     | A4下 | ダ1200m（良） | 11    | 5     | 5     | 005.70（3人）   | 01着 | R1:13.4（38.3）   | -0.9 | 0阪野学     | 56        | （アザワク）           | 514         |
| 0000.06.03 | 門別   | ヒメシャクナゲ特別 | A3下 | ダ1200m（良） | 9     | 8     | 9     | 001.10（1人）   | 01着 | R1:14.5（37.7）   | -1.1 | 0阪野学     | 56        | （イサチルエース）     | 510         |
| 0000.07.11 | 阪神   | 3歳上1勝クラス     |      | 芝1200m（重） | 16    | 8     | 16    | 007.80（4人）   | 01着 | R1:10.8（36.2）   | -0.4 | 0松山弘平   | 57        | （ロードベイリーフ）   | 514         |
| 0000.08.23 | 小倉   | 西部スポニチ賞     | 2勝  | 芝1200m（稍） | 18    | 3     | 6     | 002.40（1人）   | 01着 | R1:08.3（34.8）   | -0.0 | 0松山弘平   | 57        | （グランマリアージュ） | 518         |
| 0000.09.26 | 中京   | 長篠S              | 3勝  | 芝1200m（良） | 18    | 5     | 10    | 004.40（2人）   | 06着 | R1:08.8（34.4）   | -0.7 | 0松山弘平   | 57        | カレンモエ             | 532         |
| 0000.10.25 | 京都   | 桂川S              | 3勝  | 芝1200m（良） | 17    | 8     | 16    | 003.80（1人）   | 08着 | R1:10.7（35.8）   | -1.0 | 0松山弘平   | 55        | コンパウンダー         | 536         |
| 2021.07.04 | 小倉   | CBC賞              | GIII | 芝1200m（良） | 13    | 3     | 3     | 018.20（8人）   | 01着 | R1:06.0（36.0）   | -0.1 | 0鮫島克駿   | 52        | （ピクシーナイト）     | 518         |
| 0000.08.22 | 小倉   | 北九州記念         | GIII | 芝1200m（稍） | 18    | 3     | 6     | 008.30（4人）   | 02着 | R1:08.4（34.7）   | -0.2 | 0鮫島克駿   | 55        | ヨカヨカ               | 520         |
| 0000.10.03 | 中山   | スプリンターズS    | GI   | 芝1200m（良） | 16    | 3     | 5     | 027.50（8人）   | 15着 | R1:08.6（34.4）   | -1.5 | 0鮫島克駿   | 57        | ピクシーナイト         | 526         |
| 0000.11.28 | 阪神   | 京阪杯             | GIII | 芝1200m（良） | 16    | 4     | 7     | 014.40（6人）   | 03着 | R1:09.0（34.7）   | -0.2 | 0小崎綾也   | 56        | エイティーンガール     | 528         |
| 0000.12.25 | 阪神   | 阪神C              | GII  | 芝1400m（良） | 18    | 3     | 6     | 053.9（11人）   | 07着 | R1:21.0（35.7）   | -0.7 | 0小崎綾也   | 57        | グレナディアガーズ     | 530         |
| 2022.03.05 | 中山   | オーシャンS        | GIII | 芝1200m（良） | 15    | 2     | 3     | 006.10（3人）   | 09着 | R1:08.5（34.7）   | -0.6 | 0鮫島克駿   | 56        | ジャンダルム           | 518         |
| 0000.03.27 | 中京   | 高松宮記念         | GI   | 芝1200m（重） | 18    | 7     | 15    | 204.0（16人）   | 09着 | R1:08.6（34.7）   | -0.3 | 0柴山雄一   | 57        | ナランフレグ           | 522         |
| 0000.07.03 | 小倉   | CBC賞              | GIII | 芝1200m（良） | 17    | 8     | 17    | 006.00（4人）   | 12着 | R1:07.4（35.3）   | -1.6 | 0松山弘平   | 56        | テイエムスパーダ       | 508         |
| 0000.08.21 | 小倉   | 北九州記念         | GIII | 芝1200m（良） | 18    | 7     | 13    | 026.20（8人）   | 10着 | R1:07.5（34.3）   | -0.6 | 0松山弘平   | 56        | ボンボヤージ           | 510         |
| 0000.09.11 | 中京   | セントウルS        | GII  | 芝1200m（良） | 13    | 8     | 12    | 020.70（6人）   | 02着 | R1:06.6（34.0）   | -0.4 | 0団野大成   | 56        | メイケイエール         | 522         |
| 0000.10.02 | 中山   | スプリンターズS    | GI   | 芝1200m（良） | 16    | 4     | 8     | 059.4（12人）   | 10着 | R1:08.3（35.5）   | -0.5 | 0団野大成   | 57        | ジャンダルム           | 520         |
| 0000.11.27 | 阪神   | 京阪杯             | GIII | 芝1200m（良） | 16    | 4     | 7     | 015.60（9人）   | 07着 | R1:08.1（33.7）   | -0.9 | 0団野大成   | 57        | トウシンマカオ         | 540         |
| 0000.12.17 | 阪神   | タンザナイトS      | OP   | 芝1200m（稍） | 16    | 4     | 8     | 008.40（5人）   | 04着 | R1:08.6（33.9）   | -0.4 | 0鮫島克駿   | 56.5      | グルーヴィット         | 538         |
| 2023.01.29 | 中京   | シルクロードS      | GIII | 芝1200m（良） | 15    | 5     | 9     | 035.7（10人）   | 02着 | R1:07.3（33.1）   | -0.0 | 0団野大成   | 57.5      | ナムラクレア           | 526         |
| 0000.03.26 | 中京   | 高松宮記念         | GI   | 芝1200m（不） | 18    | 7     | 13    | 032.3（12人）   | 01着 | R1:11.5（35.5）   | -0.1 | 0団野大成   | 58        | （ナムラクレア）       | 518         |

- タイム欄のRはレコード勝ちを示す。

## 血統
| ファストフォースの血統                           | ファストフォースの血統                          | ファストフォースの血統                        | （血統表の出典）                              | （血統表の出典）  |
| 父系                                             | Mr. Prospector系                                | Mr. Prospector系                              | Mr. Prospector系                              | [ § 2 ]           |
| 父 ロードカナロア 2008 鹿毛 北海道新ひだか町     | 父の父キングカメハメハ 2001 鹿毛 北海道早来町   | Kingmanbo                                     | Mr. Prospector                                | Mr. Prospector    |
| 父 ロードカナロア 2008 鹿毛 北海道新ひだか町     | 父の父キングカメハメハ 2001 鹿毛 北海道早来町   | Kingmanbo                                     | Miesque                                       |                   |
| 父 ロードカナロア 2008 鹿毛 北海道新ひだか町     | 父の父キングカメハメハ 2001 鹿毛 北海道早来町   | *マンファス                                   | *ラストタイクーン                             | *ラストタイクーン |
| 父 ロードカナロア 2008 鹿毛 北海道新ひだか町     | 父の父キングカメハメハ 2001 鹿毛 北海道早来町   | *マンファス                                   | Pilot Bird                                    |                   |
| 父 ロードカナロア 2008 鹿毛 北海道新ひだか町     | 父の母レディブラッサム 1996 鹿毛 北海道千歳市   | Storm Cat                                     | Storm Bird                                    | Storm Bird        |
| 父 ロードカナロア 2008 鹿毛 北海道新ひだか町     | 父の母レディブラッサム 1996 鹿毛 北海道千歳市   | Storm Cat                                     | Terlingua                                     |                   |
| 父 ロードカナロア 2008 鹿毛 北海道新ひだか町     | 父の母レディブラッサム 1996 鹿毛 北海道千歳市   | *サラトガデュー                               | Cormorant                                     | Cormorant         |
| 父 ロードカナロア 2008 鹿毛 北海道新ひだか町     | 父の母レディブラッサム 1996 鹿毛 北海道千歳市   | *サラトガデュー                               | Super Luna                                    |                   |
| 母 ラッシュライフ 2003 黒鹿毛 北海道白老郡白老町 | 母の父サクラバクシンオー 1989 鹿毛 北海道早来町 | サクラユタカオー                              | *テスコボーイ                                 | *テスコボーイ     |
| 母 ラッシュライフ 2003 黒鹿毛 北海道白老郡白老町 | 母の父サクラバクシンオー 1989 鹿毛 北海道早来町 | サクラユタカオー                              | アンジエリカ                                  |                   |
| 母 ラッシュライフ 2003 黒鹿毛 北海道白老郡白老町 | 母の父サクラバクシンオー 1989 鹿毛 北海道早来町 | サクラハゴロモ                                | *ノーザンテースト                             | *ノーザンテースト |
| 母 ラッシュライフ 2003 黒鹿毛 北海道白老郡白老町 | 母の父サクラバクシンオー 1989 鹿毛 北海道早来町 | サクラハゴロモ                                | *クリアアンバー                               |                   |
| 母 ラッシュライフ 2003 黒鹿毛 北海道白老郡白老町 | 母の母*フレンドレイ 1997 鹿毛 北海道浦河町      | *デインヒル                                   | Danzig                                        | Danzig            |
| 母 ラッシュライフ 2003 黒鹿毛 北海道白老郡白老町 | 母の母*フレンドレイ 1997 鹿毛 北海道浦河町      | *デインヒル                                   | Razyana                                       |                   |
| 母 ラッシュライフ 2003 黒鹿毛 北海道白老郡白老町 | 母の母*フレンドレイ 1997 鹿毛 北海道浦河町      | マーチンミユキ                                | マルゼンスキー                                | マルゼンスキー    |
| 母 ラッシュライフ 2003 黒鹿毛 北海道白老郡白老町 | 母の母*フレンドレイ 1997 鹿毛 北海道浦河町      | マーチンミユキ                                | ミユキカマダ                                  |                   |
| 母系(F-No.)                                      | コランディア系(FN:9-e)                          | コランディア系(FN:9-e)                        | コランディア系(FN:9-e)                        | [ § 3 ]           |
| 5代内の近親交配                                  | Northern Dancer: S5×M5×M5・His Majesty: S5×M5   | Northern Dancer: S5×M5×M5・His Majesty: S5×M5 | Northern Dancer: S5×M5×M5・His Majesty: S5×M5 | [ § 4 ]           |
| 出典                                             | 1. 2. 3. 4.                                     | 1. 2. 3. 4.                                   | 1. 2. 3. 4.                                   | 1. 2. 3. 4.       |

- 母ラッシュライフはJRA通算2勝、2005年函館2歳ステークスとファンタジーステークス2着の実績がある。
- 半兄アデイインザライフ（父ディープインパクト）は2016年新潟記念優勝馬。
- そのほかの主な近親にバアゼルリバー（2012年阪神スプリングジャンプ)、メイショウナルト（2013年小倉記念、2014年七夕賞）、エピカリス（2016年北海道2歳優駿）、リトルアマポーラ（2008年エリザベス女王杯ほか）など。